# Le Plessis-Robinson
Le Plessis-Robinson là một xã trong vùng hành chính Île-de-France, thuộc tỉnh Hauts-de-Seine, quận Kanton, tổng Canton du Plessis-Robinson. Tọa độ địa lý của xã là 48° 47' vĩ độ bắc, 02° 16' kinh độ đông. Le Plessis-Robinson nằm trên độ cao trung bình là 170 mét trên mực nước biển. Xã có diện tích 3,43 km², dân số vào thời điểm 1999 Zählung là 21.618 người; mật độ dân số là 6.303 người/km².

## Thông tin nhân khẩu
| 1954   | 1962   | 1968   | 1975   | 1982   | 1990   | 1999   |
| ------ | ------ | ------ | ------ | ------ | ------ | ------ |
| 13 163 | 18 449 | 22 590 | 22 231 | 21 271 | 21 289 | 21 618 |

## Các thành phố kết nghĩa
- Woking, Anh